# Kouffo
El departament de Kouffo és un dels 12 departaments de Benín. La seva ciutat principal és Aplahoué, que és la capital des del 2008. Kouffo fa frontera, a l'oest, amb Togo. Els departaments de Mono, Zou i Atlantique també són fronterers amb Kouffo. El departament es va crear el 1999, quan es va escindir del departament de Mono.

## Municipis

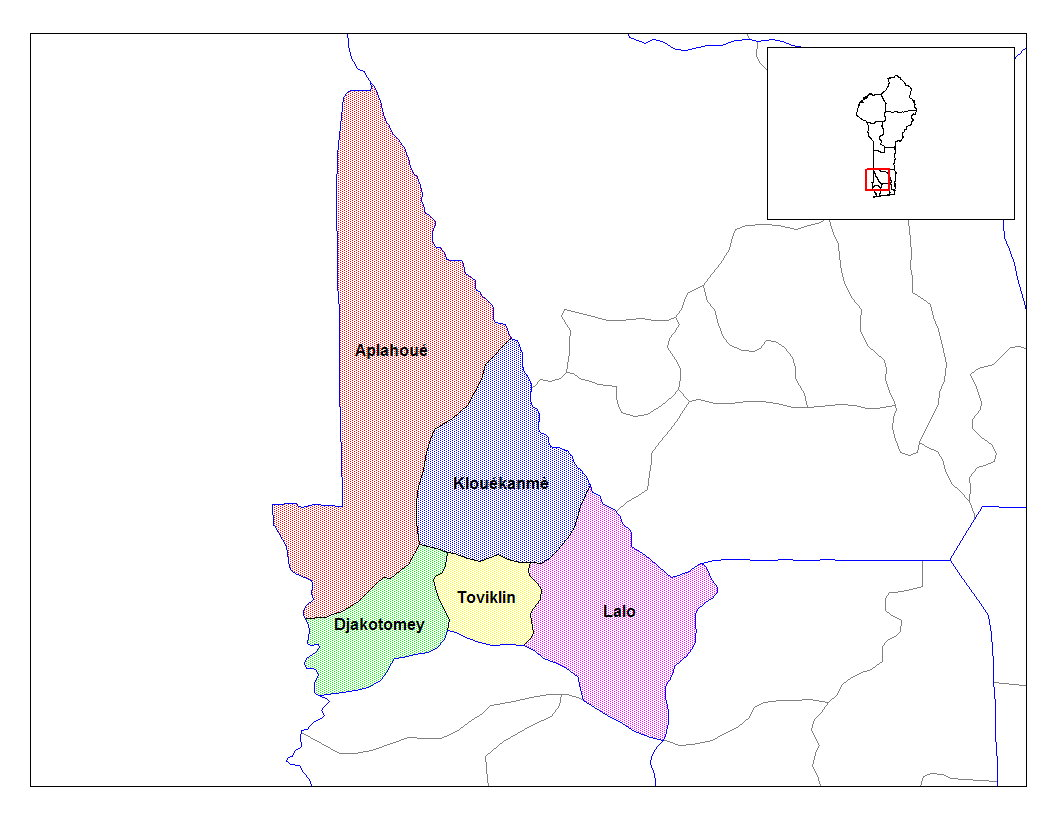
Municipis de Kouffo

Els municipis de Kouffo són Aplahoué, Djakotomey, Klouékanmè, Lalo, Toviklin i Dogbo.

## Grups ètnics
- Gbe, cis, al municipi de Lalo, és parlada pels cis.[1]
- Els aja tenen el seu territori als municipis d'Aplahoué, Djakotomè, Dogbo, Klouékanmè, Lalo i Tovinklin.[2]

## Llengües de Kouffo
La llengua principal que es parla al departament és l'aja (gbe). A més a més, també s'hi parla el tchi, sobretot a la depressió de Tchi, al límit oriental del departament.
Al municipi de Lalo s'hi parla sobretot la llengua gbe, ci.

## Economia
A Kouffo hi destaquen els mercats d'Azove, Klouekanme i de Hlassanme, en els que hi destaquen sobretot l'economia informal.